# Саметини, Леон
Леон Саметини (фр. Léon Sametini; 1886—1944) — американский скрипач и музыкальный педагог нидерландского происхождения.
Учился в Амстердаме у Брама Элдеринга, затем в Праге у Отакара Шевчика, однако, по собственному признанию, являлся, прежде всего, учеником Эжена Изаи (и, согласно слухам, его сыном), отмечая также влияние на себя со стороны Фрица Крейслера, Миши Эльмана и Жака Тибо. Был популярен в Нидерландах как виртуоз, некоторое время преподавал в Лондоне, где у него, в частности, занималась Изольда Менгес, а в конце 1910-х гг. обосновался в Чикаго, где в дальнейшем возглавлял кафедру скрипки Чикагского музыкального колледжа. В Чикаго у Саметини в разное время учились Аарон Розанд, Гила Бустабо, Гарри Адаскин, Сильвестре Ревуэльтас и другие заметные музыканты. Воспоминания сына Саметини Роберта воскрешают атмосферу чикагского дома Саметини в начале 1940-х гг., где для ансамблевого музицирования собирались выдающиеся музыканты; дневниковые заметки Саметини-старшего фиксируют, в частности, уникальный домашний концерт, для которого гиганты мировой музыки поменялись инструментами: в Фортепианном квартете Моцарта партию скрипки исполнял пианист Гарольд Бауэр, партию альта — виолончелист Пабло Казальс, партию виолончели — скрипач Саметини, партию фортепиано — скрипач Крейслер.